# هفت‌بند شن‌دوست
هفت‌بند شن‌دوست (نام علمی: Polygonum arenastrum) نام یک گونه از سرده علف هفت‌بند است.